# رالف وینتر
رالف وینتر (انگلیسی: Ralph Winter؛ زادهٔ ۲۴ آوریل ۱۹۵۲) تهیه‌کننده فیلم اهل ایالات متحده آمریکا است.
از فیلم‌ها یا مجموعه‌های تلویزیونی که وی در آن‌ها نقش داشته است، می‌توان به مردان ایکس و ایکس ۲: مردان متحد و  پیشتازان فضا ۶: کشور کشف‌نشده  اشاره نمود.